# 20141 Markidger
20141 Markidger (1996 RL5) là một tiểu hành tinh vành đai chính được phát hiện ngày 13 tháng 9 năm 1996, bởi M. Blasco ở Observatorio Astronomico de Mallorca.